# Michalewo
Michalewo – dawny folwark. Tereny, na których był położony leżą obecnie na Białorusi, w obwodzie mińskim, w rejonie wilejskim, w sielsowiecie Wiazyń.

## Historia
W czasach zaborów w gminie Wiazyń, w powiecie wilejskim, w guberni wileńskiej Imperium Rosyjskiego.
W latach 1921–1945 folwark a następnie osada leżała w Polsce, w województwie wileńskim, w powiecie wilejskim, w gminie Wiazyń.
Według Powszechnego Spisu Ludności z 1921 roku zamieszkiwały tu 4 osób, 3 były wyznania rzymskokatolickiego, 1 prawosławnego. Jednocześnie 3 mieszkańców zadeklarowało polską, 1 białoruską przynależność narodową. Był tu 1 budynek mieszkalny. W 1931 w 7 domach zamieszkiwało 37 osób. Wśród mieszkańców byli polscy osadnicy wojskowi: Piotr Andrzejewski, Władysław Kucharski, Rudolf Kuczyński i Jan Ochal. 
Wierni należeli do parafii rzymskokatolickiej w Ilii i prawosławnej w Wiazyniu. Miejscowość podlegała pod Sąd Grodzki w Ilii i Okręgowy w Wilnie; właściwy urząd pocztowy mieścił się w Wiazyniu. Dzieci z Michalewa uczęszczały do 1-klasowej szkoły w Poniatyczach. 
W wyniku napaści ZSRR na Polskę we wrześniu 1939 miejscowość znalazła się pod okupacją sowiecką. 2 listopada została włączona do Białoruskiej SRR. Od czerwca 1941 roku pod okupacją niemiecką. W 1944 miejscowość została ponownie zajęta przez wojska sowieckie i włączona do Białoruskiej SRR.